# Albert Hauser
Pour les articles homonymes, voir Hauser.
Albert Hauser-Rebsamen, né le 21 août 1914 à Wädenswil et mort le 2 septembre 2013 est un historien suisse.

## Biographie
Il a étudié à l'université de Zurich de 1935 à 1938, obtenant un doctorat ès lettres avec une thèse sur la guerre de Bocken. 

## Œuvres
- Der Bockenkrieg: Ein Aufstand des Zürcher Landvolkes im Jahre 1804. Dissertation, Universität Zürich, 1938.
- Gottfried Keller: Geburt und Zerfall der dichterischen Welt. Atlantis, Zürich 1959.
- Schweizerische Wirtschafts- und Sozialgeschichte. Rentsch, Erlenbach 1961.
- Vom Essen und Trinken im alten Zürich: Tafelsitten, Kochkunst und Lebenshaltung vom Mittelalter bis in die Neuzeit. Berichthaus, Zürich 1961.
- Wald und Feld in der alten Schweiz: Beiträge zur schweizerischen Agrar- und Forstgeschichte. Artemis, Zürich 1972.
- Bauernregeln: Eine schweizerische Sammlung mit Erläuterungen. Artemis, Zürich 1973.
- Bauerngärten der Schweiz: Ursprünge, Entwicklung und Bedeutung. Artemis, Zürich 1976.
- Waldgeister und Holzfäller: Der Wald in der schweizerischen Volkssage. Artemis, München 1980.
- Was für ein Leben: Schweizer Alltag vom 15. bis 18. Jahrhundert. NZZ, Zürich 1983.
- Das Neue kommt: Schweizer Alltag im 19. Jahrhundert. NZZ, Zürich 1989.
- Von den letzten Dingen: Tod, Begräbnis und Friedhöfe in der Schweiz 1700–1990. NZZ, Zürich 1994.
- Land und Leute am Zürichsee. Bilder von Albert Hauser. Mit einem Vorort von Adolf Reinle. Th. Gut, Stäfa 1994.
- Grüezi und Adieu: Gruss- und Umgangsformen vom 17. Jahrhundert bis zur Gegenwart. NZZ, Zürich 1998.